# کاترین فرارا
کاترین ویتاکر فرارا (انگلیسی: Katherine Ferrara) یک مهندس آمریکایی است که استاد رادیولوژی در دانشگاه استنفورد است. وی عضو انجمن پیشبرد علوم آمریکا است.